# Мудринич, Владимир
Вла́димир Му́дринич (серб. Владимир Мудринић / Vladimir Mudrinić; род. 26 июля 1976, Кикинда, САК Воеводина) — югославский и сербский футболист, полузащитник. Помощник главного тренера клуба «Златибор».

## Карьера
В начале своей карьеры полузащитник Мудринич выступал за югославский клуб «Войводина» (1997—1998). Через год перешёл в «Сартид», где добился успеха и уважения сербских болельщиков. Несмотря на удачные выступления за клуб Мудринич в 2002 году подписал контракт с российским «Зенитом» до 2004 года, но уже в 2003 году разорвал контракт с клубом, успев сыграть 11 матчей и забить 1 гол. В 2007 году Мудринич вернулся на родину и подписал контракт с ФК «Смедерево». В 28 матчах за этот клуб он забил 5 голов и уже через год перешёл в ФК «Нови-Сад». В новом клубе он не так часто выходил на поле (7 матчей, 1 гол). В 2009 Мудринич покинул клуб и перешёл в «Севойно».